# The Wasp (film 1914)
The Wasp è un cortometraggio muto del 1914 diretto da Edward LeSaint (con il nome Edward J. Le Saint).

## Produzione
Il film fu prodotto dalla Selig Polyscope Company.

## Distribuzione
Distribuito dalla General Film Company, il film - un cortometraggio in una bobina - uscì nelle sale cinematografiche statunitensi il 28 ottobre 1914.